# Württemberg (Weinanbaugebiet)
| Daten                                                     | Daten                              |
| --------------------------------------------------------- | ---------------------------------- |
| Weinbaugebiet:                                            | Württemberg                        |
| Bundesländer:                                             | Baden-Württemberg, Bayern          |
| Weinanbau seit:                                           | 2. Jahrhundert                     |
| Fläche:                                                   | 11.345 Hektar (2011)               |
| Weinproduktion:                                           | 1.001.299 hl (2011)                |
| Anteil Qualitätswein:                                     | ca. 60–85 % AOC                    |
| Website:                                                  | www.weinbauverband-wuerttemberg.de |
| Karte                                                     |                                    |
| Süddeutschland: Weinbaugebiet Württemberg (braun, Nr. 13) |                                    |

Im Weinbaugebiet Württemberg wird Wein angebaut, der als Württemberger Wein nach § 3 Abs. 1 Nr. 13 Weingesetz verkauft wird. Im Jahre 2008 erreichte der „Württemberger“ einen Anteil von 11,4 % an der deutschen Weinerzeugung. Der Wein aus Württemberg (einschließlich des württembergischen Teils Frankens) ist bekannt für seine Rotweinlagen. Die häufigsten Rebsorten sind Trollinger (rot) und Riesling (weiß). Durch das Weinbaugebiet führt seit Oktober 2004 die Württemberger Weinstraße, die aus der Schwäbischen Weinstraße hervorgegangen ist.

## Geographische Lage und Klima
Das Weinbaugebiet Württemberg liegt im Süden Deutschlands. Es erstreckt sich zwischen dem nördlichen Bereich Kocher-Jagst-Tauber, der an das bayerische Weinbaugebiet Franken anschließt und für seine spritzigen Weißweine bekannt ist, entlang dem Neckartal über Heilbronn und Stuttgart bis Tübingen. Ein kleiner Bereich am württembergischen Ufer des Bodensees in Kressbronn gehört ebenfalls dazu, und auch die Weinlagen am bayerischen Bodenseeufer bei Lindau sind weingeographisch Württemberg angegliedert.
Das günstige Mikroklima entlang des Neckars und die Muschelkalk- und Keuperböden lassen ausdrucksstarke Rotweine gedeihen. Heiße Sommer und sonnige Herbsttage sorgen für hohe Qualität und gute Ernteerträge. Winterfröste im kontinental geprägten Klima führen in manchen Jahren zu Ertragseinbußen.
Im Stuttgarter Raum und in der Esslinger Gegend wachsen an den Steilhängen des Neckartals füllige, charaktervolle Trollinger, rassige und fruchtige Rieslingweine und würzige Kerner. Der Boden und das warme Klima eignen sich ebenso für Müller-Thurgau, Portugieser und Dornfelder.
Brauner Jura und vulkanischer Boden drücken den sortentypischen Weinen um Neuffen und in Metzingen ihren Stempel auf. Zartnervig und fein, so deklariert der Kellermeister die hauptsächlich weißen Tropfen: Silvaner, Kerner, Müller-Thurgau und Spätburgunder. Diese Weine, am Fuße der Schwäbischen Alb gewachsen, werden auch als „Täleswein“ bezeichnet.

## Geologie im Weinbaugebiet

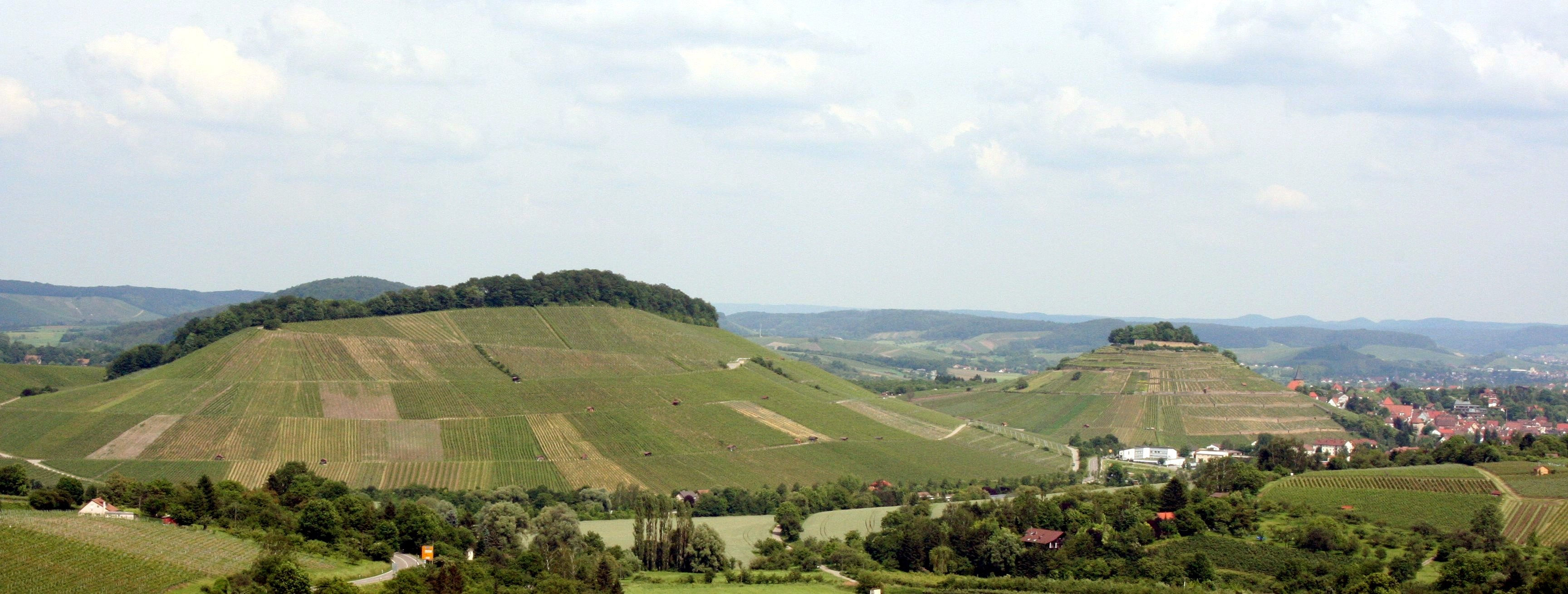
Weinsberg mit dem Schemelsberg und dem Burgberg

Zur typischen Geologie der Weingebiete am Neckar zählen felsige Hanglagen mit Mauerterrassen aus Muschelkalk-Bruchsteinen mit Fossilien sowie ebenfalls aus Muschelkalk-Brocken zusammengetragenen Steinriegeln. Die Böden der steilen Terrassenlagen im mittleren Neckarraum um Lauffen und Besigheim bestehen aus sehr flachgründigem verwitterten Muschelkalk. Aber auch im Bereich Kocher-Jagst-Tauber ist Muschelkalk prägend, die Böden sind sehr steinig. In weiten Teilen des württembergischen Unterlandes mit den Großlagen Stromberg/Heuchelberg sowie um Heilbronn, dem Weinsberger Tal und dem Anbaubereich Oberer Neckar um Tübingen bilden insbesondere die Schichten des Mittleren Keuper und die daraus hervorgegangenen Böden das Substrat der Rebhänge. Flache flussnahe Lagen um Lauffen (Neckar) bestehen vorwiegend aus angeschwemmten Sand-Löss-Böden.
Der Weinbau im Bereich der Großlage Hohenneuffen (Bereich Remstal-Stuttgart) wird von vulkanischen Gesteinen und Sedimentgesteinen des Braunjuras geprägt.
Die geologische Grundlage im Bereich Württemberger Bodensee sind überwiegend die Molasse-Sedimente aus dem Tertiär.

## Gebietseinteilung (Bereiche, Großlagen)
Innerhalb von Württemberg gibt es sechs Bereiche mit 17 Großlagen und mit über 200 Einzellagen.

### Bereich Württembergischer Bodensee
Keine Großlage
- Ravensburg (Ort keine Großlagen): Rauenegg
- Kressbronn am Bodensee (Ort keine Großlagen): Berghalde

### Bereich Bayerischer Bodensee
Großlage Lindauer Seegarten
- Nonnenhorn (Ort): Seehalde – Sonnenbichl
- Lindau (Bodensee) (Ort): Spitalhalde
- Wasserburg (Bodensee) (Ort): Spitalhalde
- Hattnau (Ort): Weinhalde

### Bereich Kocher-Jagst-Tauber
Großlage Tauberberg
- Markelsheim (Ort): Mönchsberg – Probstberg
- Weikersheim (Ort): Hardt – Schmecker – Karlsberg
- Weikersheim-Elpersheim (Ort): Mönchsberg – Probstberg
- Weikersheim-Schäftersheim (Ort): Klosterberg
- Weikersheim-Laudenbach (Ortsteil von Weikersheim): Schafsteige
- Weikersheim-Haagen (Ort): Schafsteige
- Niederstetten (Ort): Schafsteige
- Niederstetten Ortsteil Wermutshausen (Ort): Schafsteige
- Niederstetten Ortsteil Vorbachzimmern (Ort): Schafsteige
- Niederstetten-Oberstetten (Ort): Schafsteige
- Creglingen (Ort): Röthe
- Creglingen-Reinsbronn (Ortsteil von Creglingen): Röthe

Großlage Kocherberg
- Dörzbach (Ort): Altenberg

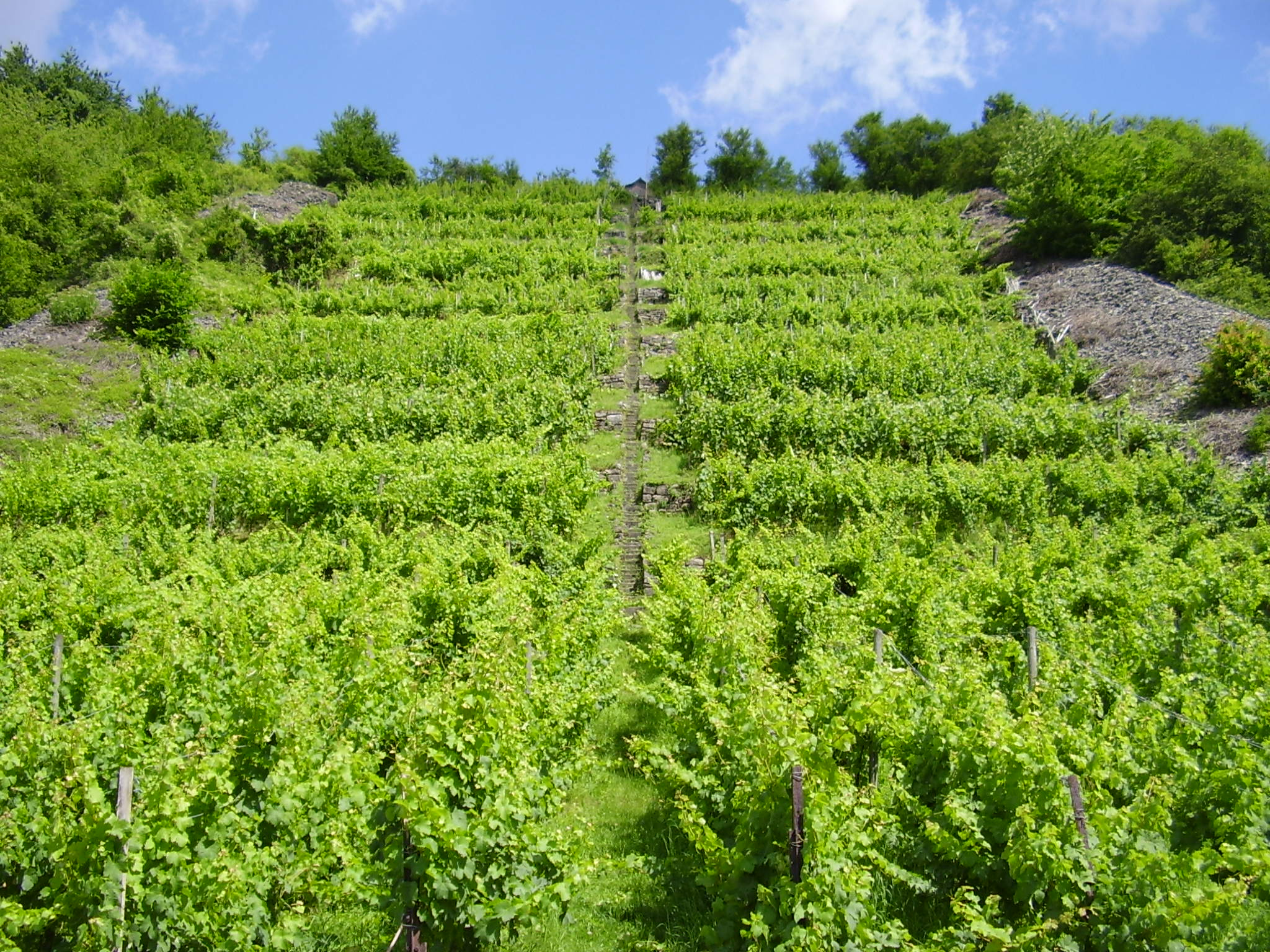
Möckmühl, Ammerlanden

- Belsenberg (Ortsteil von Künzelsau): Heiligkreuz
- Künzelsau (Ort): Hoher Berg
- Ingelfingen (Ort): Hoher Berg
- Ingelfingen-Criesbach (Ort): Hoher Berg – Burgstall
- Niedernhall (Ort): Hoher Berg – Burgstall – Engweg – Altenberg
- Weißbach (Ort): Engweg – Altenberg
- Forchtenberg (Ort): Flatterberg
- Forchtenberg-Ernsbach (Ort): Flatterberg
- Bieringen (Ort): Schlüsselberg
- Widdern (Ort): Hofberg
- Neudenau (Ort): Hofberg
- Herbolzheim (Ort): Hofberg
- Siglingen (Ort): Hofberg
- Möckmühl (Ort): Hofberg – Ammerlanden
- Kochersteinsfeld (Ort): Rosenberg

großlagenfreie Gemarkungen
- Creglingen-Archshofen (Ortsteil von Creglingen): einzellagenfrei

### Bereich Remstal-Stuttgart
Großlage Weinsteige – siehe Artikel Weinbau in Stuttgart
- Gerlingen (Ort): Bopser
- Leonberg (Ort): Ehrenberg

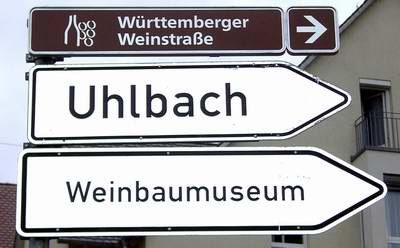
Hinweisschild Württemberger Weinstraße

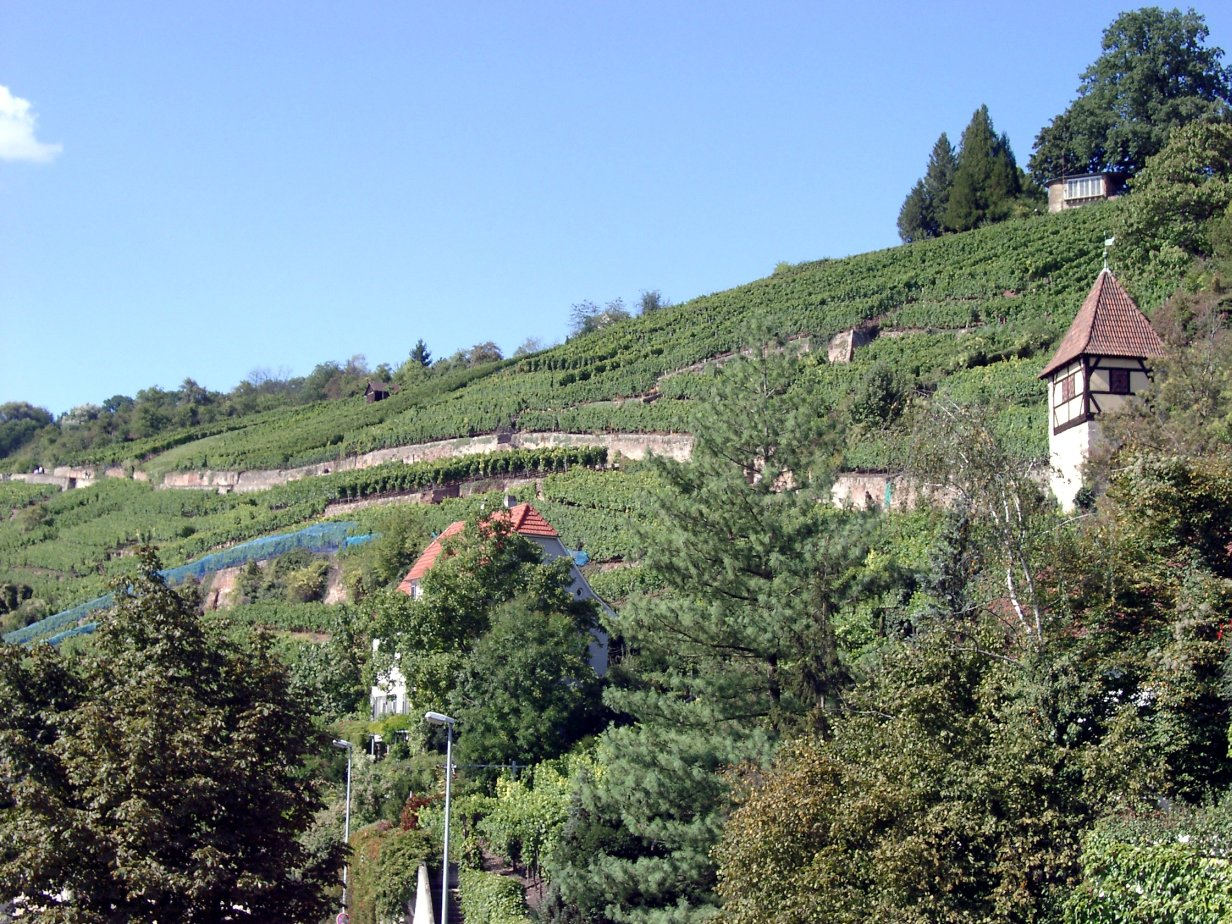
Esslinger Neckarhalde

- Stuttgart (Ort): Mönchhalde – Kriegsberg
- Degerloch (Ortsteil von Stuttgart): Scharrenberg
- Hohenheim (Ortsteil): Schlossberg
- Bad Cannstatt (Ortsteil): Mönchhalde – Berg – Steinhalde – Zuckerle – Halde – Herzogenberg – Mönchberg
- Feuerbach (Ortsteil): Berg
- Zuffenhausen (Ortsteil): Berg
- Wangen (Ortsteil): Berg
- Münster (Ortsteil): Berg – Steinhalde – Zuckerle
- Mühlhausen (Ortsteil): Steinhalde – Zuckerle
- Hofen (Ortsteil): Zuckerle
- Untertürkheim (Ortsteil): Herzogenberg – Mönchberg – Altenberg – Gips – Schlossberg
- Rotenberg (Ortsteil): Schlossberg
- Uhlbach (Ortsteil): Götzenberg
- Gaisburg (Ortsteil): Abelsberg
- Hedelfingen (Ortsteil): Lenzenberg
- Rohracker (Ortsteil): Lenzenberg
- Obertürkheim (Ortsteil): Kirchberg – Ailenberg
- Fellbach (Ort): Goldberg – Lämmler
- Esslingen am Neckar (Ort): Schenkenberg – Burg – Neckarhalde
- Mettingen (Ortsteil von Esslingen): Kirchenburg – Schenkenberg
- Plochingen (Ort): Hansen

Großlage Kopf

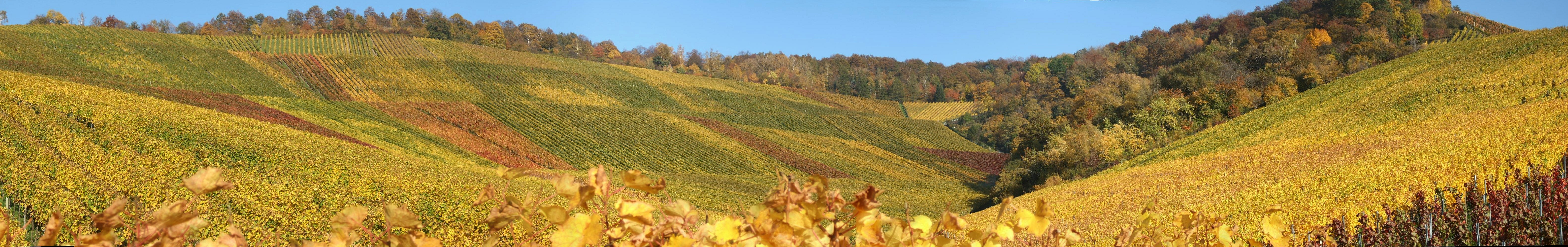
Fellbacher Weinberge im Herbst

- Korb (Ort): Sommerhalde – Berg – Hörnle
- Kleinheppach (Ort): Greiner
- Waiblingen (Ort): Hörnle
- Neustadt (Ort): Söhrenberg
- Beinstein (Ort): Großmulde
- Winnenden (Ort): Berg – Holzenberg – Roßberg
- Winnenden Ortsteil Hanweiler (Ort): Berg
- Winnenden Ortsteil Bürg (Ort): Schloßberg
- Winnenden Ortsteil Breuningsweiler (Ort): Holzenberg
- Großheppach (Ort): Wanne
- Grunbach (Ort): Berghalde
- Winterbach (Ort): Hungerberg
- Schorndorf (Ort): Grafenberg

Großlage Wartbühl
- Winnenden (Ort): Haselstein

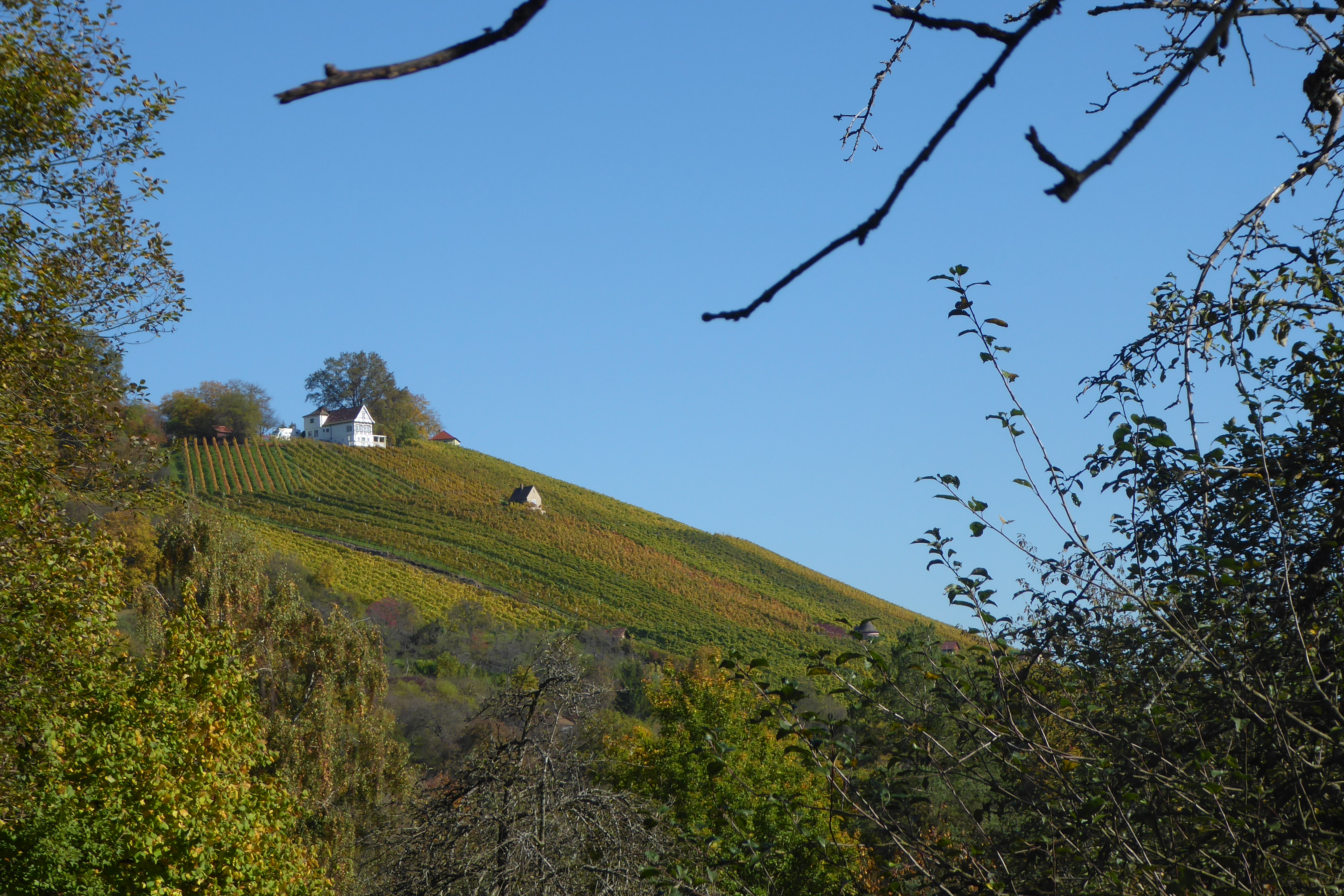
Remstal – Schorndorf – Grafenberg

- Winnenden Ortsteil Baach (Ort): Himmelreich
- Hertmannsweiler (Ort): Himmelreich
- Breuningsweiler (Ort): Haselstein
- Hanweiler (Ort): Maien
- Waiblingen (Ort): Steingrüble
- Korb (Ort): Steingrüble
- Kleinheppach (Ort): Steingrüble – Sonnenberg
- Großheppach (Ort): Steingrüble – Zügernberg
- Beutelsbach (Ort): Sonnenberg – Altenberg – Käppele
- Schnait (Ort): Sonnenberg – Altenberg
- Endersbach (Ort): Wetzstein – Happenhalde
- Strümpfelbach (Ort): Gastenklinge – Nonnenberg
- Grunbach (Ort): Klinge
- Geradstetten (Ort): Sonnenberg – Lichtenberg

- Hebsack (Ort): Lichtenberg

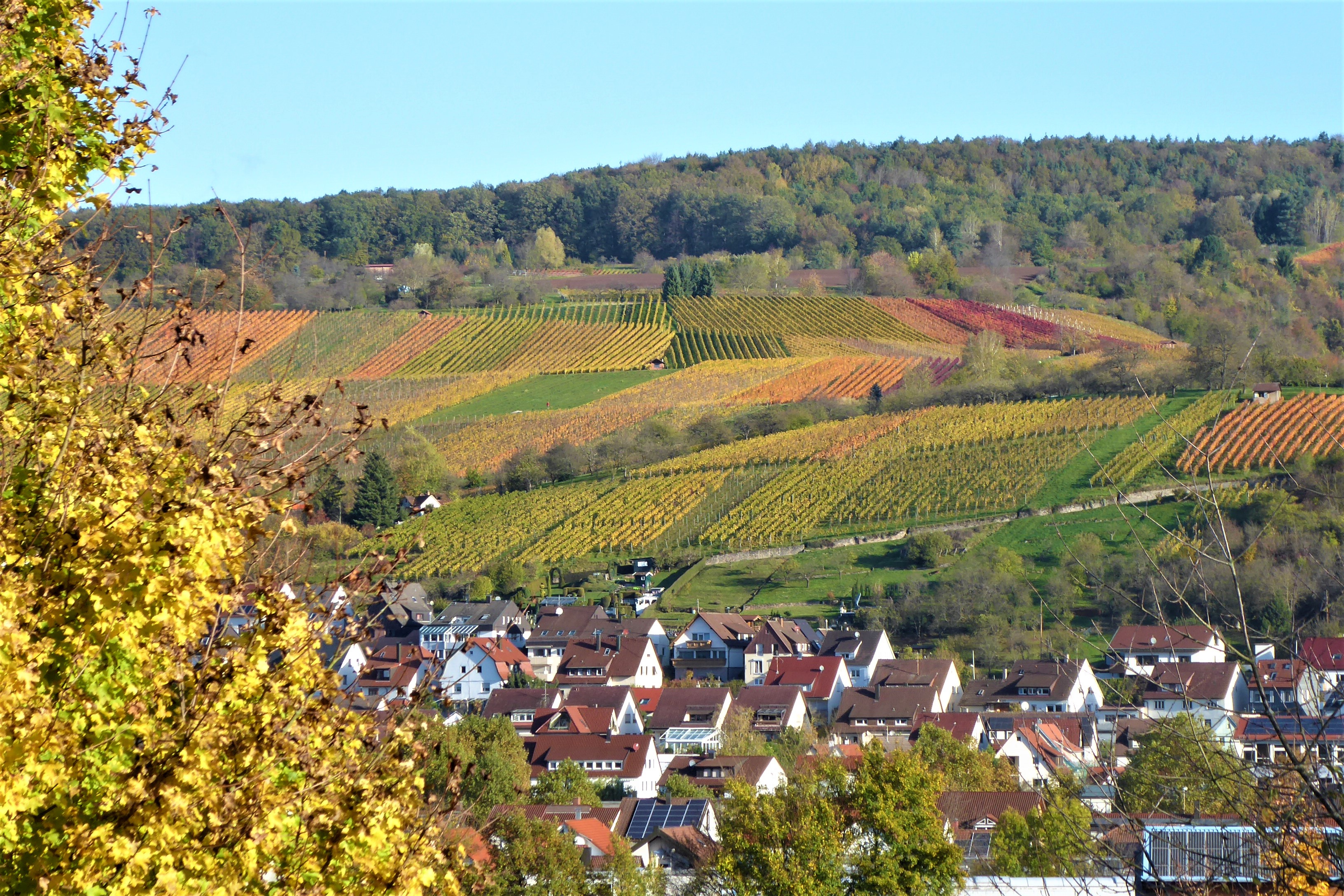
Remstal – Geradstetten

- Aichelberg (Aichwald) (Ort): Luginsland
- Stetten im Remstal (Ort): Pulvermächer – Lindhälder – Brotwasser – Häder
- Rommelshausen (Ort): Häder

Großlage Sonnenbühl
- Beutelsbach
- Schnait
- Strümpfelbach
- Endersbach

- Stetten im Remstal
- Rommelshausen

Großlage Hohenneuffen
- Beuren: Schlosssteige
- Frickenhausen: Schlosssteige

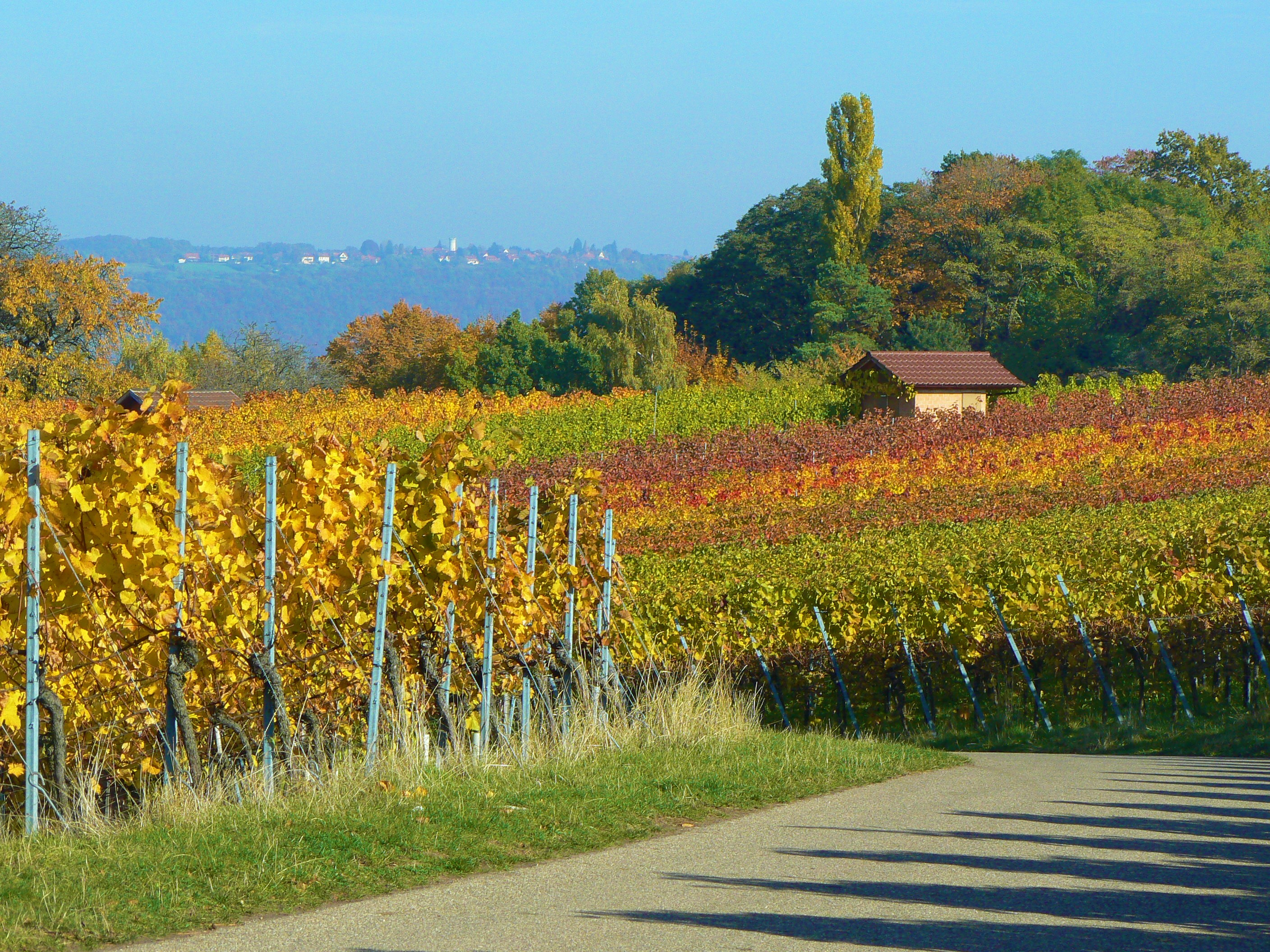
Remstal – Endersbach

- Frickenhausen-Linsenhofen: Schlosssteige
- Kohlberg: Schlosssteige
- Metzingen: Schlosssteige, Hofsteige
- Neuhausen: Hofsteige
- Neuffen-Kappishäusern: Schlosssteige
- Neuffen: Schlosssteige
- Weilheim an der Teck: Schlosssteige

### Bereich Oberer Neckar
Keine Großlagen
- Entringen Pfaffenberg
- Breitenholz Hinterhalde
- Reutlingen Sommerhalde
- Rottenburg Kapellenberg
- Wurmlingen Kapellenberg
- Wendelsheim Kapellenberg
- Tübingen Sonnenhalde
- Hirschau Sonnenhalde
- Unterjesingen Sonnenhalde

### Bereich Württembergisch Unterland
Großlage Staufenberg

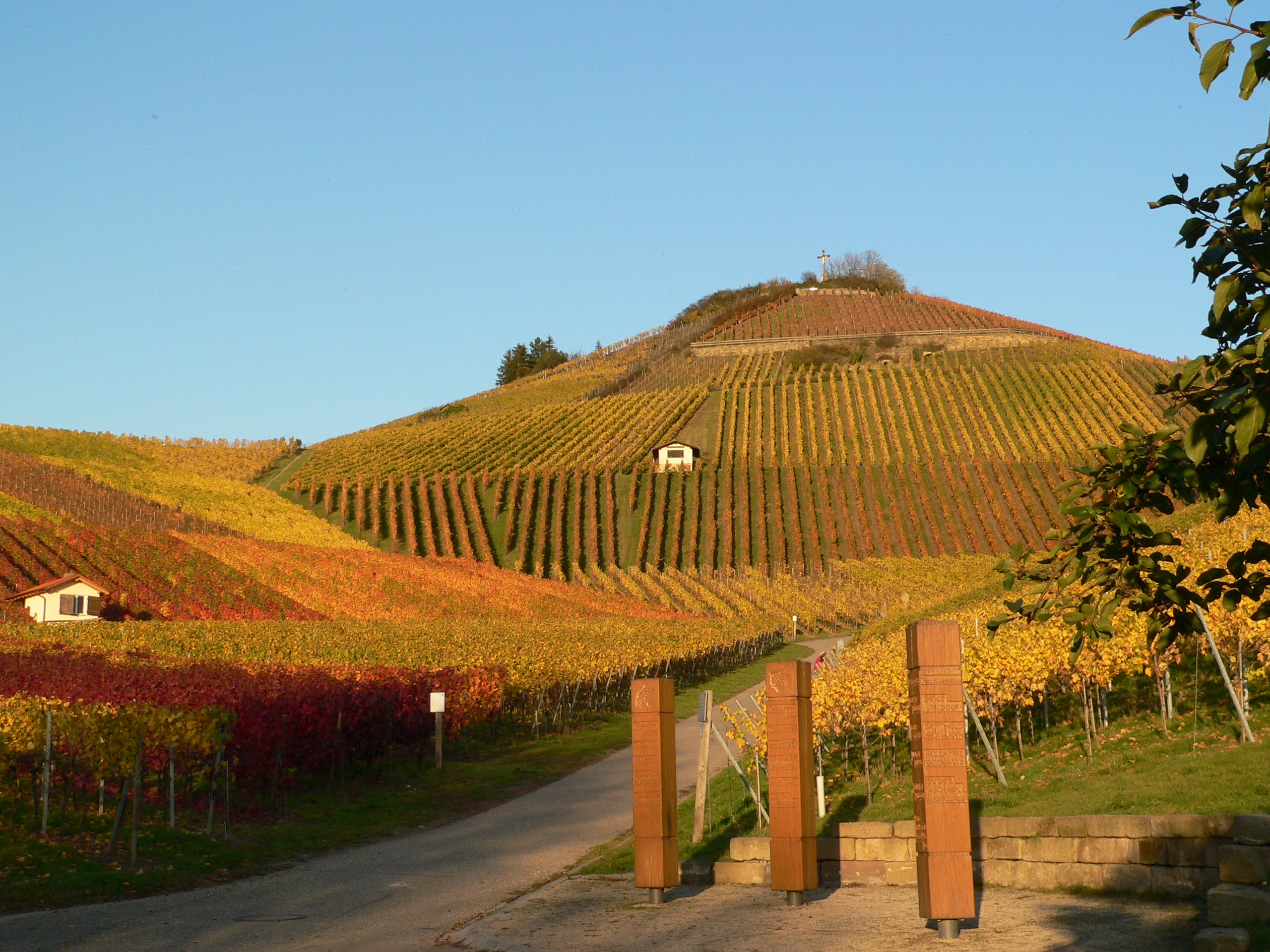
Scheuerberg bei Neckarsulm

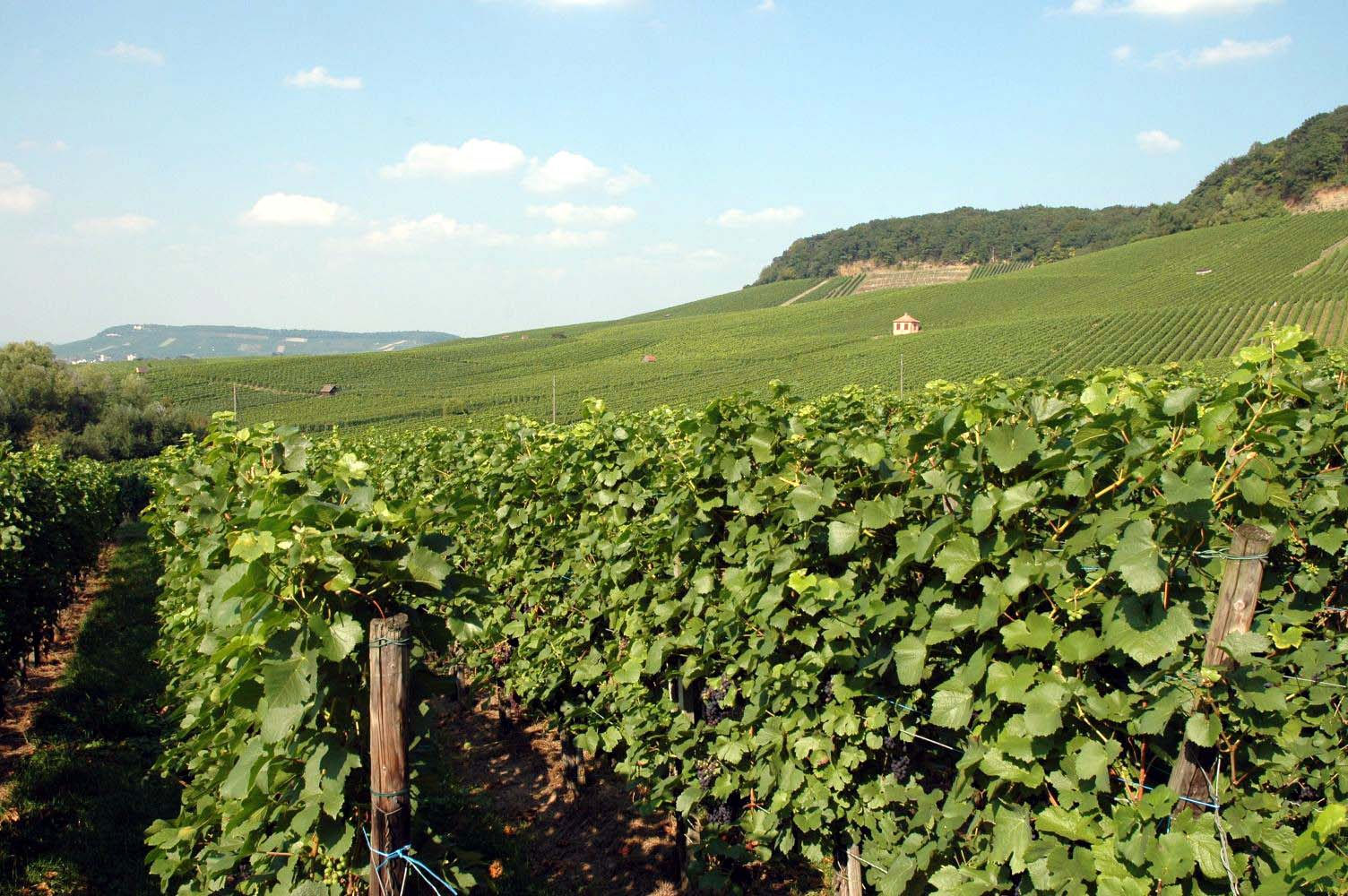
Blick zum Heilbronner Wartberg

- Auenwald (Ort): Ebersberg - Lippoldsweiler Einzellagenfrei
- Neckarzimmern (Ort): Wallmauer – Götzhalde – Kirchweinberg
- Gundelsheim (Ort): Himmelreich
- Duttenberg (Ort): Schön
- Offenau (Ort): Schön
- Langenbrettach-Brettach (Ort): Berg
- Untereisesheim (Ort): Vogelsang
- Oedheim (Ort): Kayberg
- Weinsberg (Ort): Kayberg
- Binswangen (Ort): Kayberg
- Neckarsulm (Ort): Scheuerberg
- Erlenbach (Ort): Kayberg
- Gellmersbach (Ort): Dezberg
- Eberstadt (Ort): Dezberg
- Ellhofen (Ort): Ranzenberg
- Heilbronn (Ort): Stiftsberg – Wartberg – Stahlbühl
- Horkheim (Ort): Stiftsberg
- Talheim (Ort): Stiftsberg

Großlage Lindelberg
- Kesselfeld (Ort): Schwobajörgle
- Kesselfeld Ortsteil Obersöllbach (Ort): Margarete
- Öhringen-Michelbach (Ort): Margarete – Dachsteiger
- Öhringen-Verrenberg (Ort): Goldberg – Verrenberg
- Pfedelbach (Ort): Goldberg
- Pfedelbach-Untersteinbach (Ort): Dachsteiger
- Pfedelbach-Harsberg (Ort): Dachsteiger
- Pfedelbach-Oberohrn (Ort): Dachsteiger
- Pfedelbach-Windischenbach (Ort): Goldberg
- Heuholz (Ort): Dachsteiger
- Pfedelbach-Untersteinbach (Ort): Schneckenhof
- Wüstenrot Ortsteil Maienfels (Ort): Schneckenhof
- Bretzfeld (Ort): Goldberg
- Adolzfurt (Ort): Schneckenhof
- Geddelsbach (Ort): Schneckenhof
- Rappach (Ort): Himmelreich
- Schwabbach (Ort): Himmelreich
- Siebeneich (Ort): Himmelreich
- Dimbach (Ort): Himmelreich
- Waldbach (Ort): Himmelreich
- Langenbeutingen (Ort): Himmelreich

Großlage Salzberg
- Eberstadt (Ort): Sommerhalde – Eberfürst
- Cleversulzbach (Ort): Eberfürst
- Weinsberg (Ort): Steinacker
- Grantschen (Ort): Wildenberg
- Wimmental (Ort): Altenberg
- Ellhofen (Ort): Steinacker – Wildenberg
- Lehrensteinsfeld (Ort): Steinacker
- Sülzbach (Ort): Altenberg
- Willsbach (Ort): Dieblesberg
- Affaltrach (Ort): Dieblesberg
- Eschenau (Ort): Paradies
- Eichelberg (Ort): Hundsberg
- Weiler (Ort): Hundsberg – Schlierbach
- Löwenstein (Ort): Altenberg – Wohlfahrtsberg
- Löwenstein Ortsteil Hößlinsülz (Ort): Dieblesberg

Großlage Schozachtal
- Abstatt (Ort): Sommerberg – Burgberg – Burg Wildeck
- Löwenstein (Ort): Sommerberg
- Unterheinriet (Ort): Sommerberg
- Ilsfeld (Ort): Rappen
- Auenstein (Ort): Burgberg – Schloßberg

Großlage Wunnenstein
- Beilstein (Ort): Wartberg – Steinberg
- Beilstein Ortsteil Hohenbeilstein (Ort): Schloßwengert
- Oberstenfeld (Ort): Forstberg – Lichtenberg – Harzberg
- Oberstenfeld, Ortsteil Gronau (Ort): Forstberg
- Ilsfeld (Ort): Lichtenberg
- Großbottwar (Ort): Lichtenberg – Harzberg
- Großbottwar Ortsteil Winzerhausen (Ort): Lichtenberg -Harzberg
- Großbottwar Ortsteile Hof und Lembach (Ort): Lichtenberg – Harzberg
- Steinheim an der Murr (Ort): Burgberg
- Steinheim-Kleinbottwar (Ort): Lichtenberg – Oberer Berg – Süßmund – Götzenberg
- Ludwigsburg Ortsteil Hoheneck (Ort): Oberer Berg

Großlage Kirchenweinberg
- Heilbronn (Ort): Sonnenberg – Altenberg
- Flein (Ort): Sonnenberg – Altenberg – Eselsberg
- Untergruppenbach (Ort): Schloßberg
- Talheim (Ort): Sonnenberg – Schloßberg – Hohe Eiche
- Lauffen am Neckar (Ort): Katzenbeißer – Riederbückele – Jungfer
- Neckarwestheim (Ort): Herrlesberg
- Ilsfeld Ortsteil Schozach (Ort): Schelmenklinge – Roter Berg

Großlage Heuchelberg

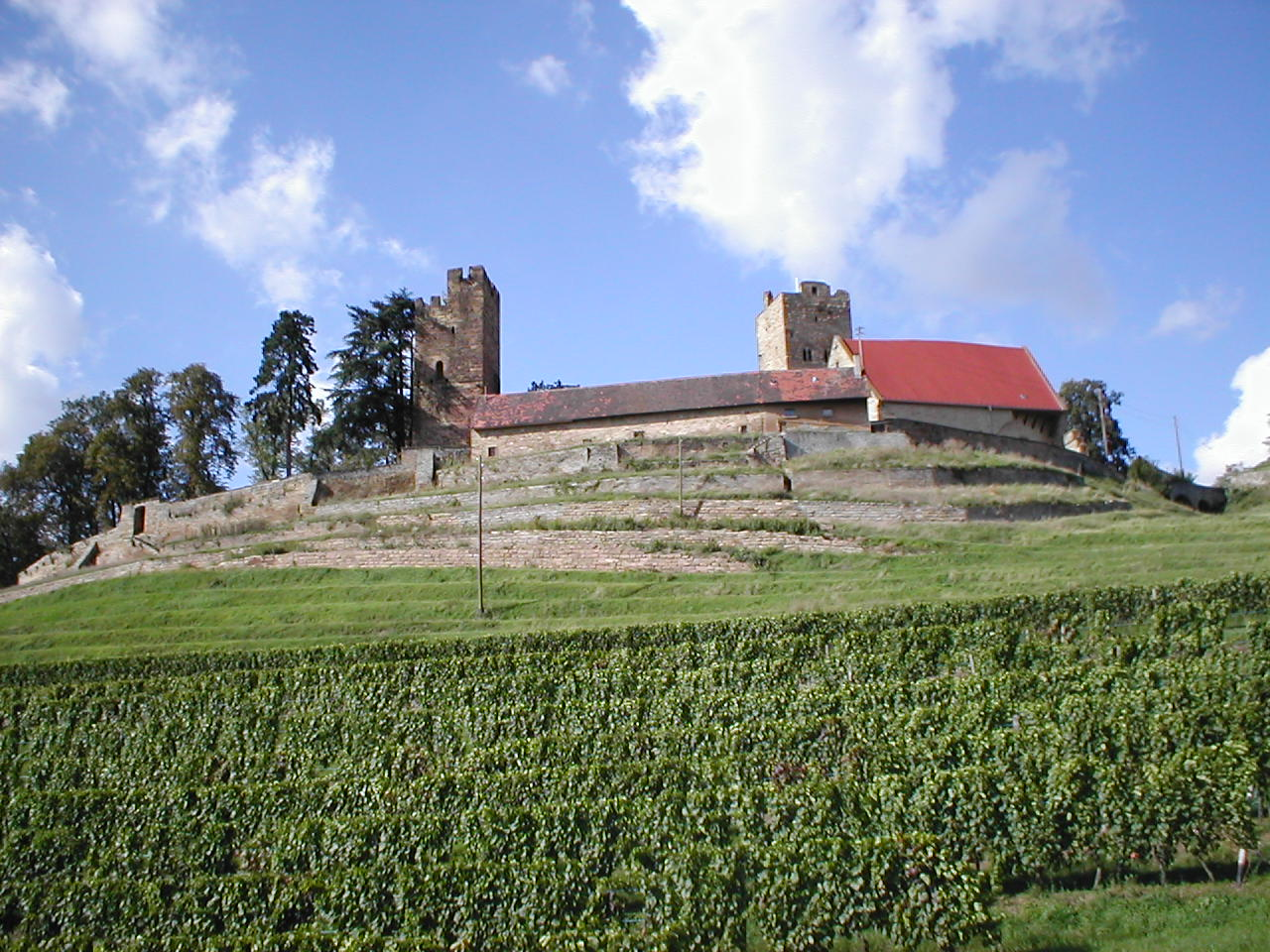
Burg Neipperg auf rebenbewachsenem Burgberg

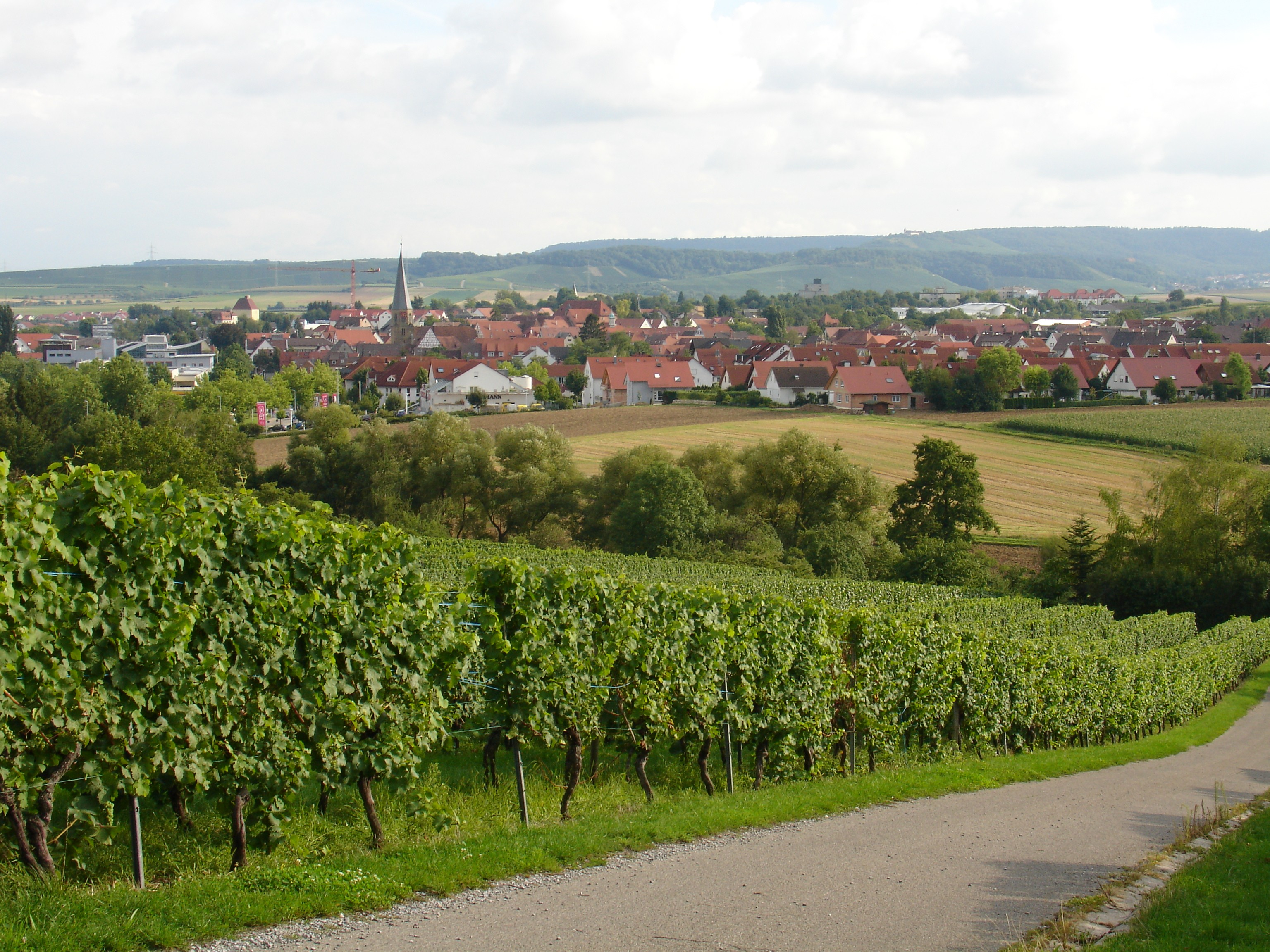
Brackenheim

- Leingarten Ortsteil Schluchtern (Ort): Leiersberg – Grafenberg
- Leingarten Ortsteil Großgartach (Ort): Grafenberg
- Botenheim (Ort): Ochsenberg
- Cleebronn (Ort): Michaelsberg
- Dürrenzimmern (Ort): Mönchsberg
- Eibensbach (Ort): Michaelsberg
- Frauenzimmern (Ort): Michaelsberg – Kaiserberg
- Brackenheim (Ort): Schloßberg – Dachsberg – Zweifelsberg – Wolfsaugen – Mönchsberg
- Michelbach (Ort): Hohenberg
- Güglingen (Ort): Michaelsberg – Kaiserberg
- Hausen (Ort): Jupiterberg
- Haberschlacht (Ort): Dachsberg
- Kleingartach (Ort): Grafenberg
- Gemmingen (Ort): Sonnenberg
- Leonbronn (Ort): Hahnenberg
- Massenbachhausen (Ort): Krahenberg
- Ochsenburg (Ort): Hahnenberg
- Meimsheim (Ort): Katzenöhrle
- Neipperg (Ort): Grafenberg – Schloßberg – Steingrube
- Niederhofen (Ort): Grafenberg
- Nordhausen (Ort): Sonntagsberg
- Nordheim (Ort): Grafenberg – Ruthe – Sonntagsberg – Grafenberg
- Klingenberg (Ort): Sonntagsberg – Schloßberg
- Böckingen (Ort): Sonntagsberg
- Pfaffenhofen (Ort): Hohenberg
- Schwaigern (Ort): Grafenberg – Ruthe – Sonnenberg
- Stetten (Ort): Sonnenberg
- Stockheim (Ort): Altenberg
- Weiler (Ort): Hohenberg
- Zaberfeld (Ort): Hohenberg

Großlage Stromberg

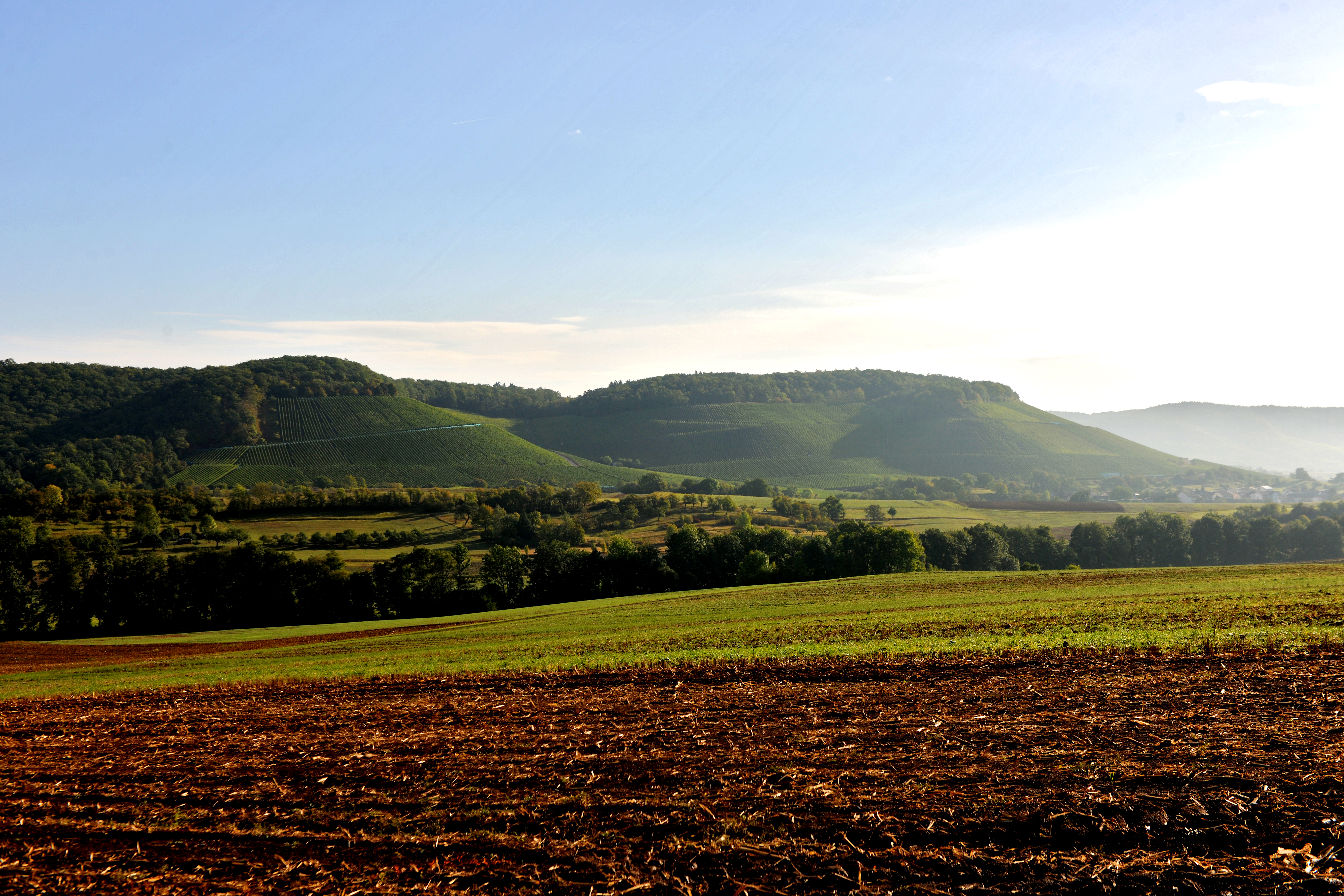
Weinbergslage Gündelbacher Wachtkopf, Anbaugebiet Württemberg, Deutschland

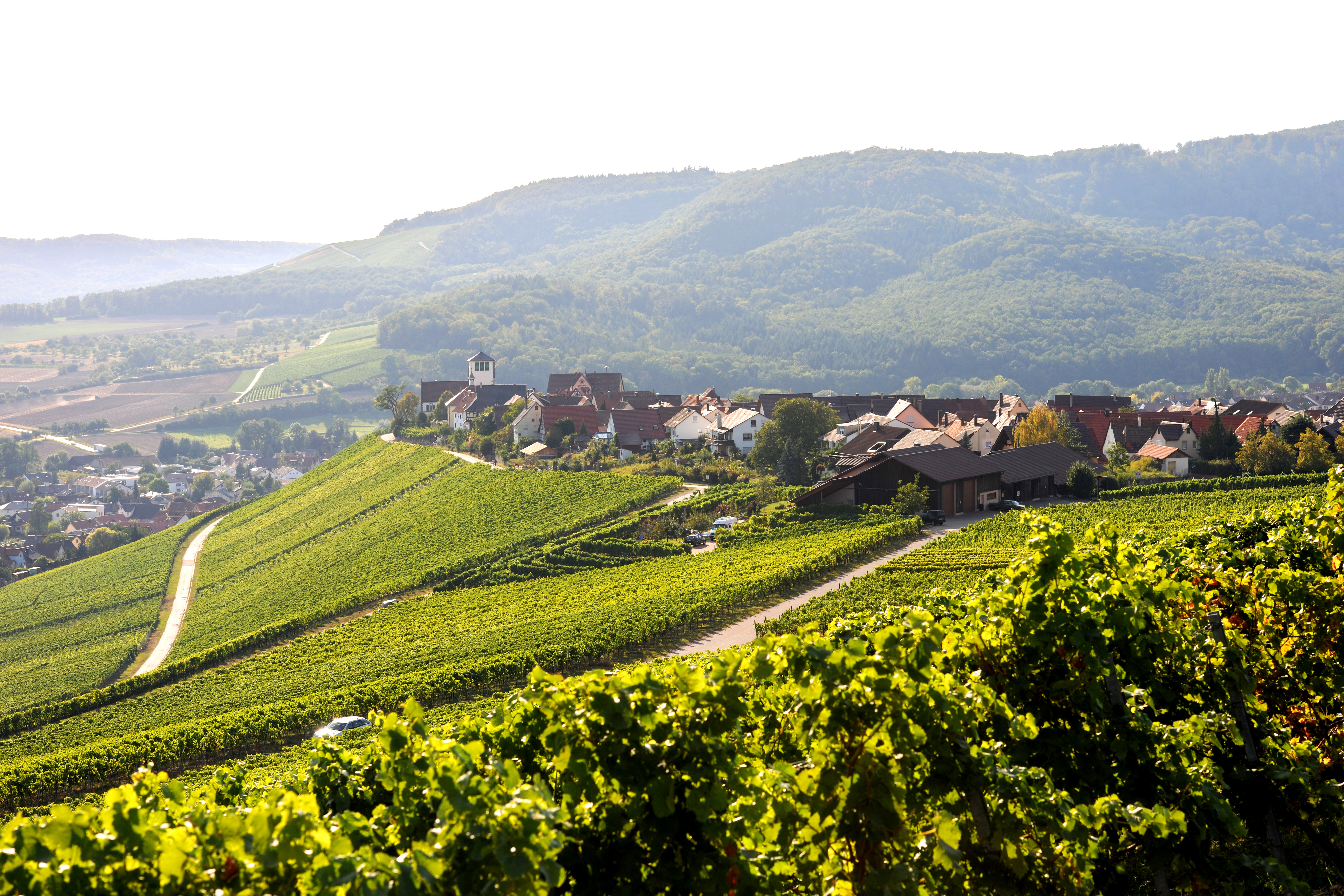
Weinbergslage Hohenhaslacher Kirchberg, Anbaugebiet Württemberg, Deutschland

- Bönnigheim (Ort): Kirchberg – Sonnenberg
- Diefenbach (Ort): König
- Ensingen (Ort): Schanzreiter
- Erligheim (Ort): Lerchenberg
- Freudenstein (Ort): Reichshalde
- Freudental (Ort): Kirchberg
- Gündelbach (Ort): Wachtkopf – Steinbachhof
- Häfnerhaslach (Ort): Heiligenberg
- Hofen (Ort): Lerchenberg
- Hohenhaslach (Ort): Klosterberg – Kirchberg
- Hohenstein (Ort): Kirchberg
- Horrheim (Ort): Klosterberg
- Illingen (Ort): Schanzreiter – Halde – Forstgrube
- Kirchheim am Neckar (Ort): Kirchberg
- Kleinsachsenheim (Ort): Kirchberg
- Knittlingen (Ort): Reichshalde
- Lienzingen (Ort): Eichelsberg – Schanzreiter
- Maulbronn (Ort): Reichshalde – Eilfingerberg – Closterweinberg
- Mühlacker Ortsteil Lomersheim (Ort): Halde
- Mühlhausen (Ort): Halde
- Oberderdingen (Ort): Kupferhalde
- Ochsenbach (Ort): Liebenberg
- Ötisheim (Ort): Sauberg
- Riet (Ort): Kirchberg
- Roßwag (Ort): Halde – Forstgrube
- Schützingen (Ort): Heiligenberg
- Spielberg (Ort): Liebenberg
- Sternenfels (Ort): König
- Vaihingen an der Enz (Ort): Halde

Großlage Schalkstein
- Affalterbach (Ort): Neckarhalde

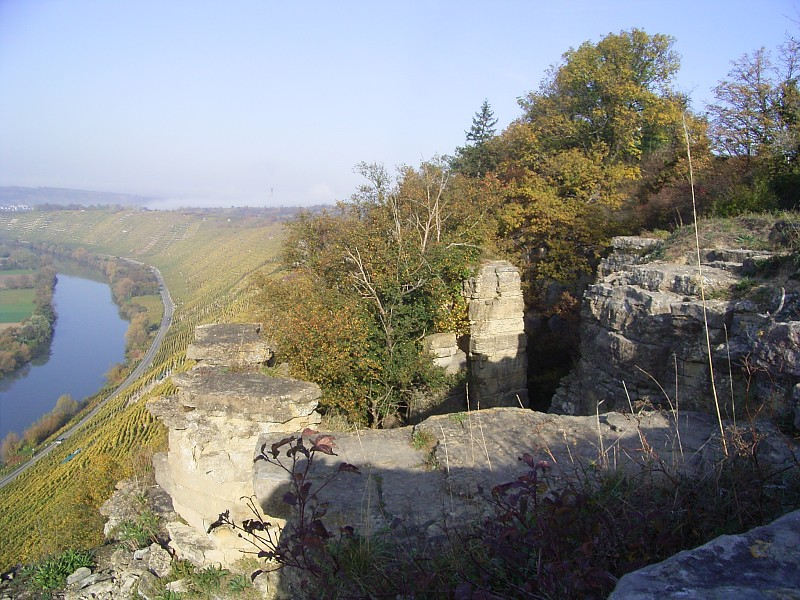
Hessigheimer Felsengarten

- Allmersbach am Weinberg (Ort): Alter Berg
- Asperg (Ort): Berg
- Freiberg am Neckar Ortsteil Beihingen (Ort): Neckarhälde
- Benningen am Neckar (Ort): Neckarhälde
- Besigheim (Ort): Wurmberg – Felsengarten
- Bietigheim (Ort): Wurmberg
- Bissingen (Ort): Felsengarten
- Erdmannhausen (Ort): Neckarhälde
- Gemmrigheim (Ort): Wurmberg – Felsengarten
- Ingersheim Ortsteil Großingersheim (Ort): Schloßberg
- Hoheneck (Ort): Neckarhälde
- Enzweihingen (Ort): Sankt Johannser
- Hessigheim (Ort): Wurmberg – Felsengarten – Käsberg
- Höpfigheim (Ort): Königsberg
- Kirchberg an der Murr (Ort): Kelterberg
- Kleinaspach (Ort):Kelterberg
- Auenwald Ortsteil Lippoldsweiler;Ebersberg einzellagenfrei
- Ingersheim Ortsteil Kleiningersheim (Ort): Schloßberg
- Löchgau (Ort): Felsengarten
- Marbach am Neckar (Ort): Neckarhälde
- Markgröningen (Ort): Berg – Sankt Johannser
- Mundelsheim (Ort): Käsberg – Mühlbächer – Rozenberg
- Murr (Ort): Neckarhälde
- Neckarweihingen (Ort): Neckarhälde
- Poppenweiler (Ort): Neckarhälde
- Rielingshausen (Ort): Kelterberg
- Rietenau (Ort): Güldenkern
- Steinheim (Ort): Burgberg
- Walheim (Ort): Wurmberg – Felsengarten

großlagenfreie Gemarkungen
- Bad Wimpfen (Ort): einzellagenfrei
- Bachenau (Ort): einzellagenfrei
- Gräfenhausen (Ort): einzellagenfrei
- Höchstberg (Ort): einzellagenfrei
- Obergriesheim (Ort): einzellagenfrei
- Pleidelsheim (Ort): einzellagenfrei
- Tamm (Ort): einzellagenfrei
- Unterriexingen (Ort): einzellagenfrei

## Rebsorten
| Rebsorte           | Fläche in ha | Anteil in % |                | Rebsorte | Fläche in ha | Anteil in % |
| ------------------ | ------------ | ----------- | -------------- | -------- | ------------ | ----------- |
| Trollinger         | 2.087        | 20,2        | Riesling       | 2.129    | 20,6         |             |
| Lemberger          | 1.778        | 17,2        | Müller-Thurgau | 290      | 2,8          |             |
| Schwarzriesling    | 1.245        | 12,1        | Ruländer       | 290      | 2,8          |             |
| Spätburgunder      | 892          | 8,6         | Kerner         | 267      | 2,6          |             |
| Samtrot            | 412          | 4,0         |                |          |              |             |
| Dornfelder         | 263          | 2,6         |                |          |              |             |
| Blauer Portugieser | 95           | 0,9         |                |          |              |             |
| Sonstige           | 204          | 2           | Sonstige       | 369      | 3,6          |             |
| Rotgewächse        | 6.976        | 67,6        | Weißgewächse   | 3.345    | 32,4         |             |
| (Stand: 2021)      |              |             |                |          |              |             |

In Württemberg werden alle Qualitätsstufen vom einfachen schwäbischen Landwein bis zur trockenen Auslese oder edelsüßen Trockenbeerenauslese erzeugt. Da die Weine überwiegend im Land selbst konsumiert werden, sind die Weine überregional wenig bekannt. Einige Spitzenerzeuger können sich aber durchaus international mit den besten Gütern messen.

## Geschichte
Es wird angenommen, dass schon im 2. Jahrhundert nach Christus in Württemberg Wein angebaut wurde. In einer Schenkungsurkunde des Klosters Lorsch aus dem Jahr 766 ist der Weinbau erstmals urkundlich nachgewiesen. Württemberg wurde bald zu einem Weinexportland. Im 16. Jahrhundert war der Neckarwein in Mitteleuropa bekannt und verkaufte sich sehr gut, weil man die Weinberge mit hochwertigen Rebsorten wie dem Klevner bepflanzt hatte. In einer Herbstordnung von 1607 ließ Herzog Friedrich I. von Württemberg die Vorschriften für den Weinbau zusammenfassen und erteilte damit einheitliche Richtlinien für den Weinbau.
Vor dem Dreißigjährigen Krieg wurde die Anbaufläche auf rund 45.000 ha geschätzt. Dieser Krieg beeinträchtigte den Weinbau stark. Als Folge der hohen Bevölkerungsverluste schrumpften die Rebflächen. In der von Kriegen geprägten Zeit zwischen 1618 und dem Ende des Spanischen Erbfolgekrieges 1715 pflanzten die Weingärtner ertragreiche Sorten wie die berüchtigten „Putzscheren“, eine Tokajer-Sorte, die hohe Erträge bringen konnte, aber in Württemberg häufig nicht ausreifte. Darunter litten Qualität und Lagerfähigkeit des Weines. Alle Versuche der herzoglichen Regierung, den Anbau dieser Traubensorten zu verbieten, scheiterten, da die Weingärtner mit der Massenproduktion höhere Einkünfte erzielten. In den Weinbergen pflanzte man außerdem die verschiedenen Traubensorten durcheinander (gemischter Satz).
Im frühen 19. Jahrhundert unternahm König Wilhelm I. von Württemberg systematische Anstrengungen zur Verbesserung des Weinbaus. In seinen eigenen Weinbergen wurden neue Bewirtschaftungsmethoden erprobt, daneben bemühte man sich um einer Verbesserung der Traubengärung und Weinbereitung. Aus dem Rheinland wurden Rieslingreben eingeführt, bei der G. C. Kessler & Co. in Esslingen am Neckar verarbeitete man hochwertige Trauben zu Schaumweinen. Eine im Jahr 1825 gegründete Weinverbesserungsgesellschaft propagierte den Qualitätsweinbau. Bei den meisten Weingärtnern stießen diese Bemühungen auf geringe Resonanz, da sie sich die Umstellung der Weinberge nicht leisten konnten. In den 1880er Jahren bedrohte der falsche Mehltau den Weinbau insgesamt. Nur durch die Anpflanzung von Hybridreben konnte eine Katastrophe verhindert werden. Nun entstanden auch die ersten Weingärtnergenossenschaften.
Eine weitere Modernisierung vollzog sich nach dem Zweiten Weltkrieg. Da immer mehr Menschen in der Industrie arbeiteten und den Weinbau nicht mehr in der gewohnten althergebrachten Weise betreiben konnten, modernisierte man die Bewirtschaftung durch großflächige Rebflurbereinigungen. Die Württembergische Weingärtner-Zentralgenossenschaft in Möglingen ließ eine neue Großkellerei errichten, wo die Trauben aus zahlreichen Weinbaugemeinden gekeltert wurden. Unter dem Druck der internationalen Konkurrenz setzten Bemühungen ein, die Qualität und den Absatz des württembergischen Weines durch eine Reduzierung der Erträge, den Anbau neuer Sorten und eine moderne Vermarktung zu verbessern.
Wie in den anderen Weinbaugebieten wird auch in Württemberg eine Weinkönigin gewählt, die Württembergische Weinkönigin, die den württembergischen Weinbau im Rahmen von dessen Öffentlichkeitsarbeit jeweils ein Jahr lang repräsentiert und bei Veranstaltungen rund um den Wein vertritt. Sie ist automatisch Kandidatin bei der Wahl zur Deutschen Weinkönigin, die bis 2018 viermal aus Württemberg kam.

## Sonstiges
Der erste Bundespräsident Theodor Heuss promovierte 1905 über Weinbau und Weingärtnerstand in Heilbronn.
Zahlreiche Winzer betreiben zur Direktvermarktung ihrer Produkte eine Besenwirtschaft. Am Reisigbesen über der Tür kann erkannt werden, ob der „Besen“ geöffnet ist.
Eine Besonderheit des Weinbaus in Stuttgart ist das Weingut der Stadt Stuttgart, das sich in kommunaler Trägerschaft befindet.